# The Underground
The Underground (br: O Submundo/pt: O Submundo do Crime) é um filme de acção, realizado no ano de 1997 por Cole S. McKay.

## Sinopse
Brian Donnegan (Jeff Fahey) e o seu parceiro Tim Scully (Kenneth Tigar) tem de caçar um grupo de assassinos mascarados de Abraham Lincoln. Mas Tim Scully foi morto a tiro pelos assassinos, depois Brian Donnegan tem um novo parceiro Clarence Mills (Michael McFall) e tem de apanhar os assassinos mascarados de Abraham Lincoln. Brian e a sua esposa Candy Donnegan (Debbie James) não separa nada e tem de fazer um ajuste de contas. Brian e Clarence numa busca de apanhar os assassinos juntamente com o capitão Hilton (Brion James) e Lucy (Jillian McWhirter).